# Serra del Colomer (Aguilar de Segarra)
La Serra del Colomer és una serra situada entre els municipis d'Aguilar de Segarra i de Rajadell, a la comarca catalana del Bages, amb una elevació màxima de 708 metres.